# 第一次世界大戰德國佔領盧森堡

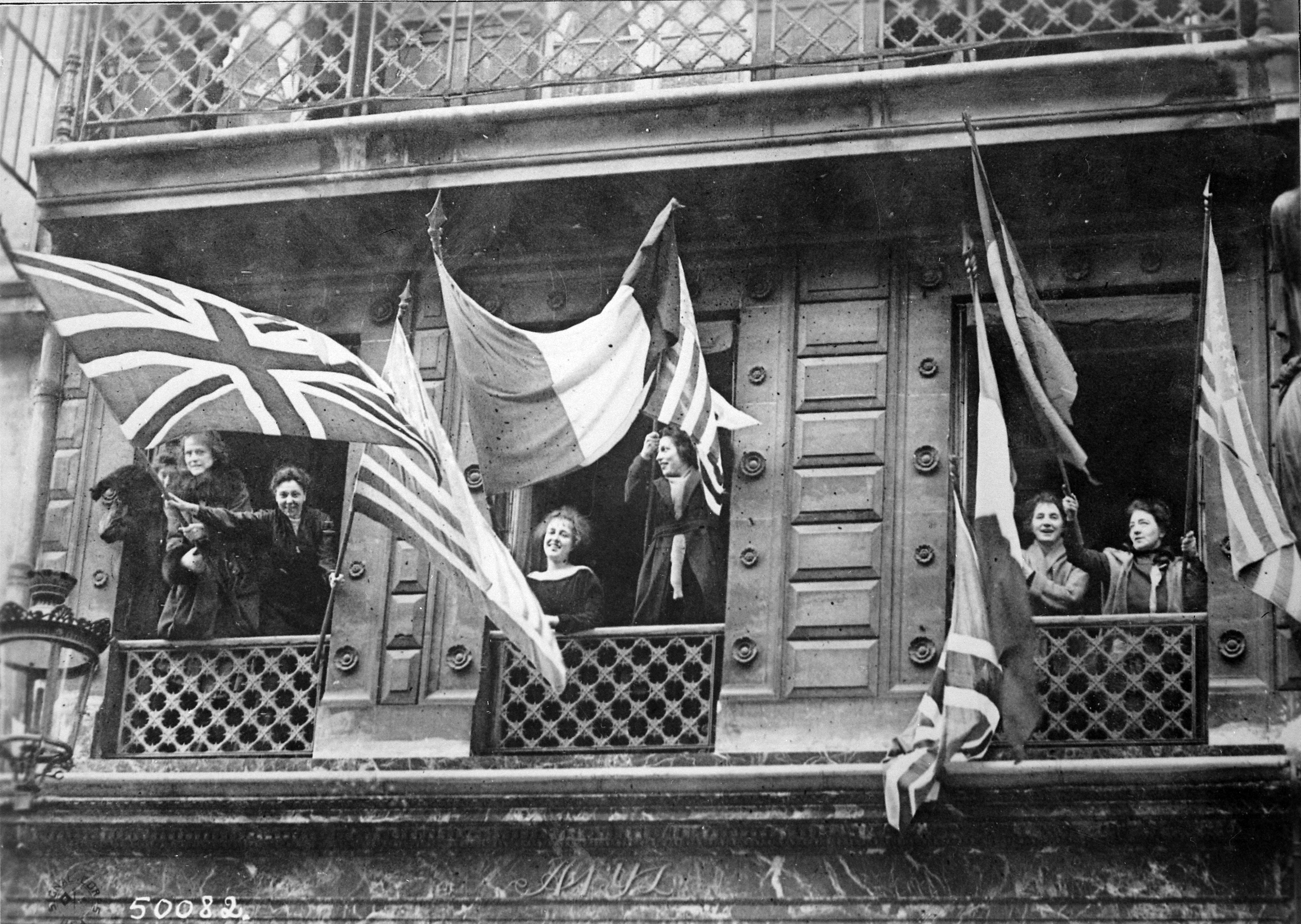
盧森堡人在停戰後，慶祝盧森堡解放並迎接協約國軍隊的到來，1918年9月。

第一次世界大戰德國佔領盧森堡是二十世紀德國二度對盧森堡大公國發動的首次軍事佔領。1914年8月起至1918年9月第一次世界大戰結束，盧森堡國境完全被德意志帝國所侵佔。德國政府對此辯稱是為了支援他們鄰近法國的軍隊，但無論是當時或現今的盧森堡人，普遍不認同德國的說法。
在此期間，盧森堡仍保有其政府與政治體制，但皆受德國軍隊操弄。雖然遭到專橫霸道的侵占，盧森堡人仍盡其所能、嘗試過著正常的生活。政黨則將精力投身於其他事務上，如經濟、教育與憲法改革等。
盧森堡的國內政治環境在已任27年首相的保羅·艾申逝後雪上加霜、更顯混亂。艾申的驟逝，加上德軍撤出國境，盧森堡接連出現了短命政府，終結以叛亂，並產生憲法動盪的情況。

## 背景
在1867年倫敦條約後，盧森堡成為一個明顯的中立國。在盧森堡危機中，普魯士阻止法國從荷蘭購買盧森堡大公國，而盧森堡的中立性被當時的普魯士首相奧托·馮·俾斯麥承認，他表示：「在盧森堡要塞被拆除的條件下，我們換來盧森堡的中立地位，並且其中立性會被永久保證」。
自1860年代以來，盧森堡人就已經敏銳的觀察到德國的野心，且盧森堡政府也深刻意識到施利芬計畫對其的影響。